# Leptoderris mildbraedii
Leptoderris mildbraedii är en ärtväxtart som beskrevs av Hermann August Theodor Harms. Leptoderris mildbraedii ingår i släktet Leptoderris och familjen ärtväxter. IUCN kategoriserar arten globalt som otillräckligt studerad. Inga underarter finns listade i Catalogue of Life.